# Cestišče
Cestišče je del javne ceste, ki ga sestavljajo vozišče, odstavni in ločilni pasovi, kolesarske steze, pločniki, bankine, naprave za odvodnjavanje, če so tik ob vozišču, ter zračni prostor v višini 7 metrov, merjeno od točke na osi vozišča. (zakon o cestah Ur. l. RS 109/2010, 2. člen, točka 14) 
Širina cestišča se meri pravokotno na os ceste.

## Sestavni deli
Vozišče je del cestišča, ki ima eno ali več smernih vozišč, namenjeno je prometu vozil, pod pogoji, določenimi s predpisi o pravilih cestnega prometa, pa tudi pešcem in drugim udeležencem cestnega prometa, če s prometno signalizacijo ni določeno drugače.
Prometni pas je označen ali neoznačen vzdolžni del smernega vozišča, ki je dovolj širok za neovirano vožnjo dvoslednih vozil v eni vrsti.
Prometni pas za počasna vozila je prometni pas, namenjen vožnji vozil, ki zaradi prepočasne vožnje zmanjšujejo pretočnost prometa.
Pospeševalni in zaviralni pas sta prometna pasova namenjena pospeševanju pri vključevanju in zaviranju pri izključevanju vozil z ene ceste na drugo prometno površino.
Bankina je utrjen ali neutrjen vzdolžni del cestišča ob zunanjem robu vozišča, ki zagotavlja bočno stabilnost vozišča in brežine ter omogoča namestitev prometne signalizacije in prometne opreme.
Odstavni pas je vzdolžni del cestišča, ki je od vozišča ločen z ločilno vzdolžno robno črto in je namenjen ustavitvi udeležencev v prometu v sili, pod pogoji določenimi z zakonom o cestah in zakonom, ki ureja pravila v cestnem prometu, pa tudi vožnji motornih vozil.
Odstavna niša je prometna površina, ki je od vozišča ločena z ločilno vzdolžno črto ter označena s predpisano prometno signalizacijo; namenjena je ustavitvi udeležencev v prometu v sili.
Srednji ločilni pas je vzdolžni del cestišča, s katerim sta fizično ločeni smerni vozišči.
Kolesarska steza je del cestišča, ki ni v isti ravnini kot vozišče ali je od njega ločena kako drugače in je namenjena prometu koles in koles s pomožnim motorjem.
Pločnik je del cestišča, ki ni v isti ravnini kot vozišče ali je od njega ločen kako drugače in je namenjen pešcem, ali pešcem in prometu koles ter koles s pomožnim motorjem, če je na njem označen kolesarski pas ali pa z vertikalno prometno signalizacijo dovoljen promet kolesarjev.
Otok za pešce je dvignjena ali od cestišča kako drugače ločena površina na cestišču, namenjena postanku pešcev, ki prečkajo vozišče ceste.

## Vir
1. ↑   Statistični urad Republike Slovenije, Glosar za statistiko transporta, Ljubljana 2004